# Крабове морозиво
Крабове морозиво — солодкий, незвичайний смак морозива з крабом. Його пропонують у деяких закладах харчування, зокрема в кафе-морозивнях, таких як ресторан Heston Blumenthal 's The Fat Duck та венесуельський Coromoto.

## Історія та виробництво
Крабове морозиво — японський винахід. Острів Хоккайдо, Японія, відомий виробництвом крабового морозива.

## Приготування та опис
Рецепт крабового морозива від Гестона Блюменталя передбачає півгодинне заморожування бульйону, приготованого переважно з краба (або креветок як варіант), та невеликої кількості сухого молока (знежиреного), десятка яєчних жовтків та невеликої кількості цукру цукру. Крабове морозиво описують як солодке на смак для більшості людей, хоча деякі можуть мати інший смак, оскільки доведено, що на смак впливають очікування мозку. Блюменталь порівняв крабове морозиво із «замороженим крабовим біском».

## Відоме використання
Крабове морозиво виготовляє Гестон Блюменталь, відомий шеф-кухар і власник ресторану Fat Duck у Беркширі, Англія, як десерт у меню свого ресторану, хоча він і визнає, що важко переконати клієнтів спробувати його. Він також одного разу приготував його для тестування вченими-харчовиками у червні 2011 року, та для заходу з морозивом у Королівському інституті у червні 2001 року. Heladería Coromoto, магазин морозива з Меріди, який має найбільший асортимент морозива у світі, пропонує «крабове морозиво» як один зі смаків морозива. У своїй країні походження, Японії, крабове морозиво продається японською як Kani aisu. Кафе з Делаверу колись намагалось зробити власне крабове морозиво, але кінцевий продукт був визнаний невдалим.